# Klioni (Rostov)
|  | Per a altres significats, vegeu «Klioni». |

Klioni (en rus: Клёны) és un poble (un possiólok) de l'óblast de Rostov, a Rússia, que en el cens del 2010 tenia 369 habitants, pertany al municipi de Guigant.